# María Dolores Jiménez-Blanco
María Dolores Jiménez-Blanco Carrillo de Albornoz (Granada, 1959) es historiadora del arte. Desde 1998 es Profesora Titular de Historia del Arte III (Contemporáneo) en el Departamento de Historia del Arte de la Facultad de Geografía e Historia de la Universidad Complutense de Madrid.Su interés se centra fundamentalmente en el arte del siglo XX, y sus líneas de trabajo incluyen: arte y política, coleccionismo y museos, y Juan Gris y el cubismo. En 2017 es nombrada King Juan Carlos I Professor of Spanish Culture and Civilization, New York University. Desde 2018 es directora del Departamento de Historia del Arte de la Facultad de Geografía e Historia de la Universidad Complutense de Madrid.
Desde 2013 es vocal del Real Patronato del Museo del Prado y miembro de su Comisión Permanente. Asimismo forma parte de la Comisión Técnica del Centro Andaluz de Arte Contemporáneo. Entre 2020 y 2021 fue directora general de Bellas Artes.

## Formación Académica
Lola Jiménez-Blanco realizó su bachillerato en el Instituto Experimental Piloto Padre Manjón, de Granada, e inició sus estudios de historia del arte en la Universidad de la misma ciudad. Obtuvo su licenciatura en Historia del Arte en la Universidad Complutense de Madrid en 1982 y su Tesis de Licenciatura versó sobre la “Vida y Obra de Francisco Pons Arnau”, dirigida por el profesor  José Manuel Pita Andrade. En 1987 defendió en la UCM su Tesis Doctoral “Aportaciones a la Historia de los fondos del Museo Español de Arte Contemporáneo”, dirigida por el profesor  Francisco Calvo Serraller, que alcanzó el Premio Extraordinario de Doctorado, y cuya versión publicada se tituló "Arte y Estado en la España del siglo XX" (Alianza, 1989). En febrero de 1991 recibió el título de Máster en Historia del Arte y Museología en la George Washington University, Washington D. C. Completó su formación postdoctoral participando en el Programa de Reincorporación de Doctores y Tecnólogos, MEC, en el Departamento de Historia del Arte III, Contemporáneo de la Universidad Complutense de Madrid.

## Publicaciones, exposiciones, colaboraciones
Además de Arte y Estado en la España del siglo XX (Alianza, 1989), entre sus publicaciones destacan Juan Gris (Electa, 2000); Spanish Art in New York (El Viso, Amigos de la Hispanic Society (2004, coautora, junto con Cindy Mack); Buscadores de belleza (Ariel, 2007 y 2010, coautora, junto con Cindy Mack); Julio González, la nueva escultura en hierro (Fundación Mapfre, 2007); Juan Gris. Correspondencia y Escritos (Acantilado, 2008); El coleccionismo de arte en España. Una aproximación desde su historia y su contexto (Fundación Arte y Mecenazgo, 2013); Una historia del museo en nueve conceptos (Cátedra, 2014). En 2016 se publica el catálogo de la exposición Campo Cerrado. Arte y Poder en la postguerra española 1939-1953, celebrada en el Museo Nacional Centro de Arte Reina Sofía, de la que es comisaria. En 2018 se publica "Antes, desde y después del cubismo. Picasso, Gris, Blanchard, Gargallo y González, y vuelta a Picasso" en la editorial La Balsa de la Medusa,
Ha sido editora de la guía oficial del Museo del Prado (La Guía del Prado, 2008).
Ha comisariado exposiciones para el Museo Nacional Centro de Arte Reina Sofía, la Fundación Juan March, la Fundación Mapfre, la Fundación César Manrique, la SEACEX,  y el Centro de Arte y Naturaleza, entre otras instituciones, y ha colaborado con el Solomon R. Guggenheim Museum de Nueva York (participando en el equipo de la exposición "Picasso and the Age of Iron", y en su correspondiente catálogo, 1993) y con la Phillips Collection de Washington DC. Entre sus exposiciones destaca Campo Cerrado. Arte y poder en la postguerra española 1939-1953, celebrada en el Museo Nacional Centro de Arte Reina Sofía en 2016.
Fue colaboradora habitual del suplemento Cultura/s del diario La Vanguardia de Barcelona entre 2002 y 2013.